# アナサロ
アナサロ（Anathallo）はアメリカのロックバンド。ミシガン州マウント・プリーザントで2000年秋に結成され、のちに本拠地をイリノイ州シカゴに移して活動している。バンド名はギリシャ語に由来し、「再生する」「回復する」「ふたたび花開く」などを意味する。
2006年に米国内盤『Floating World』をリリースした。歌詞にユニークな日本語を取り入れ、ポップスでは稀なほど変拍子を多用し、曲の構成も非常に変わった構成が見られる。大きな喜びに溢れた個性的なサウンドで一躍人気を集めた。2008年11月5日、ニュー・アルバム『Canopy Glow』を日本盤でもリリースした。2008年12月初来日。

## ディスコグラフィー

### アルバム
- Luminous Luminescence in the Atlas Position （2001年）
- Sparrows LP （2002年）
- Floating World （2006年）
- Canopy Glow （2008年）

### EP
- A Holiday at the Sea EP （2003年）
- Hymns EP （2004年）

### スプリット盤
- 'Entropy' Split One-Sided 12" with Javelins （2005年）

### コンピレーションアルバム
- Anathallogy （2006年）